# Індуїстський націоналізм
Індуїстський націоналізм — вираження соціальної та політичної думки, заснованої на місцевих духовних і культурних традиціях Індійського субконтиненту. «Індуїстський націоналізм» є спрощеним перекладом Hindu Rāṣṭravād. Його краще описати як «індуїстську державу».
Потоки тубільної думки стали дуже актуальними в історії Індії, коли вони допомогли сформувати відмінну ідентичність щодо індійського державного устрою і забезпечили основу для сумніву в колоніалізмі. Це також надихало індійських націоналістів під час руху за незалежність, заснованого на збройній боротьбі, політиці примусу та ненасильницьких протестах. Вони також вплинули на соціальні реформи та економічне мислення в Індії.
Сьогодні Гіндутва (що означає  «гіндуство») є домінуючою формою індуїстської націоналістичної політики в Індії. Як політичну ідеологію термін «Гіндутва» був сформульований Вінаяком Дамодаром Саваркаром у 1923 році. Рух «Гіндутва» був описаний як варіант «правого екстремізму» і як «майже фашистський у класичному розумінні». дотримуючись концепції однорідної більшості та культурної гегемонії. Деякі аналітики заперечують «фашистський» ярлик і припускають, що Гіндутва є крайньою формою «консерватизму» або «етнічного абсолютизму». Деякі також описують Хіндутву як сепаратистську ідеологію. Хіндутву підтримують партія Bharatiya Janata (BJP), волонтерська організація індуїстських націоналістів Rashtriya Swayamsevak Sangh (RSS), Sanatan Sanstha, Vishva Hindu Parishad (VHP) та інші організації в екосистемі. називається Санг Паривар.